# Ossian (Nueva York)
Ossian es un pueblo ubicado en el condado de Livingston en el estado estadounidense de Nueva York. En el año 2000 tenía una población de 751 habitantes y una densidad poblacional de 7 personas por km².

## Geografía
Ossian se encuentra ubicado en las coordenadas 42°31′31″N 77°46′55″O / 42.52528, -77.78194.

## Demografía
Según la Oficina del Censo en 2000 los ingresos medios por hogar en la localidad eran de $ 46,563 y los ingresos medios por familia eran $50,938. Los hombres tenían unos ingresos medios de $32,313 frente a los $23,977 para las mujeres. La renta per cápita para la localidad era de $20,252. Alrededor del 6.5% de la población estaban por debajo del umbral de pobreza.